# Tour d'Allemagne 2018
Le Tour d'Allemagne 2018 est la 33e édition de cette course cycliste par étapes masculine. Il a lieu en Allemagne du 23 au 26 août 2018. Il se déroule entre Coblence et Stuttgart sur un parcours de 737 km et fait partie du calendrier UCI Europe Tour 2018 en catégorie 2.1.
La course fait son retour après neuf ans d'absence : sa dernière édition datant de 2008.

## Présentation

### Organisation
Le Tour d'Allemagne réapparaît en 2018, dix ans après sa dernière édition. Ce retour est annoncé en 2016, lorsque la société Amaury Sport Organisation (ASO), qui organise notamment le Tour de France, s'accorde avec la Fédération allemande de cyclisme (Bund Deutscher Radfahrer, BDR), propriétaire des droits du Tour d'Allemagne, pour organiser la course pendant dix ans à partir de 2018. Il est alors prévu que la première édition comprenne quatre étapes et que la course s'allonge ensuite progressivement les années suivantes jusqu'à une durée d'une semaine,,.
L'organisation de la course est confiée à la Gesellschaft zur Förderung des Radsports mbH, entreprise qui organise le Grand Prix de Francfort et devenue filiale d'ASO en 2017,

### Parcours
Le Tour d'Allemagne est tracé sur quatre étapes, pour une distance totale de 737 kilomètres.
La première étape est disputée entre Coblence et Bonn. Le final plat favorise une arrivée au sprint. Les étapes suivantes ont un profil accidenté, rappelant les classiques ardennaises. La deuxième étape part de Bonn, traverse l'Eifel pour se terminer à Trèves (Allemagne). Le lendemain, l'étape part de cette ville et arrive à Merzig, dans la Sarre. Deux tours de circuit dans l'est du Land font passer les coureurs sur des côtes courtes et raides à Nohn et Mettlach. Le départ de la dernière étape est donné à Lorsch (Hesse). La course vient se terminer dans le Bade-Wurtemberg, à Stuttgart, en empruntant deux fois le Herdweg, qui figurait au parcours des championnats du monde de 2007,.

### Équipes
Classé en catégorie 2.1 de l'UCI Europe Tour, le Tour d'Allemagne est par conséquent ouvert aux WorldTeams dans la limite de 50 % des équipes participantes, aux équipes continentales professionnelles, aux équipes continentales et aux équipes nationales.
Vingt-deux équipes participent à ce Tour d'Allemagne - 11 UCI WorldTeams, 6 équipes continentales professionnelles et 5 équipes continentales :
| WorldTeams (11)- AG2R La Mondiale - Bahrain-Merida - BMC Racing Team - Bora-Hansgrohe - Dimension Data - Katusha-Alpecin - Lotto Soudal - Movistar Team - Quick-Step Floors - Sky - Team Sunweb Équipes continentales professionnelles (6)- Fortuneo-Samsic - Gazprom-RusVelo - Israel Cycling Academy - Rally Cycling - Roompot-Nederlandse Loterij - Wanty-Groupe Gobert Équipes continentales (5)- Dauner D&DQ-Akkon - Heizomat Rad-Net.De - Leopard - Lotto-Kern-Haus - Team Sauerland NRW p/b SKS GERMANY |
| |

## Étapes
| Étape     | Date    | Villes étapes      |  | Distance (km) | Vainqueur d’étape     | Leader du classement général |
| --------- | ------- | ------------------ |  | ------------- | --------------------- | ---------------------------- |
| 1re étape | 23 août | Coblence – Bonn    |  | 157           | Álvaro Hodeg          | Álvaro Hodeg                 |
| 2e étape  | 24 août | Bonn – Trèves      |  | 196           | Maximilian Schachmann | Maximilian Schachmann        |
| 3e étape  | 25 août | Trèves – Merzig    |  | 177           | Matej Mohorič         | Matej Mohorič                |
| 4e étape  | 26 août | Lorsch – Stuttgart |  | 207           | Nils Politt           | Matej Mohorič                |

## Déroulement de la course

### 1reétape
| \| Classement de l'étape \| Classement de l'étape \| Classement de l'étape \| Classement de l'étape \| Classement de l'étape \| \| Coureur \| Coureur \| Pays \| Équipe \| Temps \| \| --------------------- \| --------------------------- \| --------------------- \| ---------------------------------- \| --------------------- \| \| 1er \| Álvaro Hodeg \| Colombie \| Quick-Step Floors \| 2 h 42 min 25 s \| \| 2e \| Pascal Ackermann \| Allemagne \| Bora-Hansgrohe \| + 0 s \| \| 3e \| Niccolò Bonifazio \| Italie \| Bahrain-Merida \| + 0 s \| \| 4e \| Reinardt Janse van Rensburg \| Afrique du Sud \| Dimension Data \| + 0 s \| \| 5e \| Alexander Krieger \| Allemagne \| Leopard Pro Cycling \| + 0 s \| \| 6e \| André Greipel \| Allemagne \| Lotto-Soudal \| + 0 s \| \| 7e \| Aaron Grosser \| Allemagne \| Team Sauerland NRW p/b SKS Germany \| + 0 s \| \| 8e \| Colin Joyce \| États-Unis \| Rally Cycling \| + 0 s \| \| 9e \| Rick Zabel \| Allemagne \| Katusha-Alpecin \| + 0 s \| \| 10e \| Kristian Sbaragli \| Italie \| Israel Cycling Academy \| + 0 s \| |                             |                |                                    |                 |
| |                             |                |                                    |                 |
| Source : ProCyclingStats |                             |                |                                    |                 |
| Classement de l'étape |                             |                |                                    |                 |
| Coureur | Coureur                     | Pays           | Équipe                             | Temps           |
| 1er | Álvaro Hodeg                | Colombie       | Quick-Step Floors                  | 2 h 42 min 25 s |
| 2e | Pascal Ackermann            | Allemagne      | Bora-Hansgrohe                     | + 0 s           |
| 3e | Niccolò Bonifazio           | Italie         | Bahrain-Merida                     | + 0 s           |
| 4e | Reinardt Janse van Rensburg | Afrique du Sud | Dimension Data                     | + 0 s           |
| 5e | Alexander Krieger           | Allemagne      | Leopard Pro Cycling                | + 0 s           |
| 6e | André Greipel               | Allemagne      | Lotto-Soudal                       | + 0 s           |
| 7e | Aaron Grosser               | Allemagne      | Team Sauerland NRW p/b SKS Germany | + 0 s           |
| 8e | Colin Joyce                 | États-Unis     | Rally Cycling                      | + 0 s           |
| 9e | Rick Zabel                  | Allemagne      | Katusha-Alpecin                    | + 0 s           |
| 10e | Kristian Sbaragli           | Italie         | Israel Cycling Academy             | + 0 s           |

| \| Classement général \| Classement général \| Classement général \| Classement général \| Classement général \| \| Coureur \| Coureur \| Pays \| Équipe \| Temps \| \| ------------------ \| --------------------------- \| ------------------ \| ---------------------------------- \| ------------------ \| \| 1er \| Álvaro Hodeg \| Colombie \| Quick-Step Floors \| 3 h 34 min 58 s \| \| 2e \| Pascal Ackermann \| Allemagne \| Bora-Hansgrohe \| + 4 s \| \| 3e \| Niccolò Bonifazio \| Italie \| Bahrain-Merida \| + 6 s \| \| 4e \| Jens Reynders \| Belgique \| Leopard Pro Cycling \| + 7 s \| \| 5e \| Jorge Arcas \| Espagne \| Movistar Team \| + 8 s \| \| 6e \| Kévin Van Melsen \| Belgique \| Wanty-Groupe Gobert \| + 9 s \| \| 7e \| Reinardt Janse van Rensburg \| Afrique du Sud \| Dimension Data \| + 10 s \| \| 8e \| Alexander Krieger \| Allemagne \| Leopard Pro Cycling \| + 10 s \| \| 9e \| André Greipel \| Allemagne \| Lotto-Soudal \| + 10 s \| \| 10e \| Aaron Grosser \| Allemagne \| Team Sauerland NRW p/b SKS Germany \| + 10 s \| |                             |                |                                    |                 |
| |                             |                |                                    |                 |
| Source : ProCyclingStats |                             |                |                                    |                 |
| Classement général |                             |                |                                    |                 |
| Coureur | Coureur                     | Pays           | Équipe                             | Temps           |
| 1er | Álvaro Hodeg                | Colombie       | Quick-Step Floors                  | 3 h 34 min 58 s |
| 2e | Pascal Ackermann            | Allemagne      | Bora-Hansgrohe                     | + 4 s           |
| 3e | Niccolò Bonifazio           | Italie         | Bahrain-Merida                     | + 6 s           |
| 4e | Jens Reynders               | Belgique       | Leopard Pro Cycling                | + 7 s           |
| 5e | Jorge Arcas                 | Espagne        | Movistar Team                      | + 8 s           |
| 6e | Kévin Van Melsen            | Belgique       | Wanty-Groupe Gobert                | + 9 s           |
| 7e | Reinardt Janse van Rensburg | Afrique du Sud | Dimension Data                     | + 10 s          |
| 8e | Alexander Krieger           | Allemagne      | Leopard Pro Cycling                | + 10 s          |
| 9e | André Greipel               | Allemagne      | Lotto-Soudal                       | + 10 s          |
| 10e | Aaron Grosser               | Allemagne      | Team Sauerland NRW p/b SKS Germany | + 10 s          |

### 2eétape
| \| Classement de l'étape \| Classement de l'étape \| Classement de l'étape \| Classement de l'étape \| Classement de l'étape \| \| Coureur \| Coureur \| Pays \| Équipe \| Temps \| \| --------------------- \| --------------------------- \| --------------------- \| --------------------- \| --------------------- \| \| 1er \| Maximilian Schachmann \| Allemagne \| Quick-Step Floors \| 4 h 50 min 36 s \| \| 2e \| Matej Mohorič \| Slovénie \| Bahrain-Merida \| + 0 s \| \| 3e \| Tom Dumoulin \| Pays-Bas \| Team Sunweb \| + 0 s \| \| 4e \| Nils Politt \| Allemagne \| Katusha-Alpecin \| + 0 s \| \| 5e \| Reinardt Janse van Rensburg \| Afrique du Sud \| Dimension Data \| + 8 s \| \| 6e \| Pieter Vanspeybrouck \| Belgique \| Wanty-Groupe Gobert \| + 8 s \| \| 7e \| Frederik Backaert \| Belgique \| Wanty-Groupe Gobert \| + 10 s \| \| 8e \| Damiano Caruso \| Italie \| BMC Racing Team \| + 12 s \| \| 9e \| Odd Christian Eiking \| Norvège \| Wanty-Groupe Gobert \| + 12 s \| \| 10e \| Patrick Konrad \| Autriche \| Bora-Hansgrohe \| + 12 s \| |                             |                |                     |                 |
| |                             |                |                     |                 |
| Source : ProCyclingStats |                             |                |                     |                 |
| Classement de l'étape |                             |                |                     |                 |
| Coureur | Coureur                     | Pays           | Équipe              | Temps           |
| 1er | Maximilian Schachmann       | Allemagne      | Quick-Step Floors   | 4 h 50 min 36 s |
| 2e | Matej Mohorič               | Slovénie       | Bahrain-Merida      | + 0 s           |
| 3e | Tom Dumoulin                | Pays-Bas       | Team Sunweb         | + 0 s           |
| 4e | Nils Politt                 | Allemagne      | Katusha-Alpecin     | + 0 s           |
| 5e | Reinardt Janse van Rensburg | Afrique du Sud | Dimension Data      | + 8 s           |
| 6e | Pieter Vanspeybrouck        | Belgique       | Wanty-Groupe Gobert | + 8 s           |
| 7e | Frederik Backaert           | Belgique       | Wanty-Groupe Gobert | + 10 s          |
| 8e | Damiano Caruso              | Italie         | BMC Racing Team     | + 12 s          |
| 9e | Odd Christian Eiking        | Norvège        | Wanty-Groupe Gobert | + 12 s          |
| 10e | Patrick Konrad              | Autriche       | Bora-Hansgrohe      | + 12 s          |

| \| Classement général \| Classement général \| Classement général \| Classement général \| Classement général \| \| Coureur \| Coureur \| Pays \| Équipe \| Temps \| \| ------------------ \| --------------------------- \| ------------------ \| --------------------------- \| ------------------ \| \| 1er \| Maximilian Schachmann \| Allemagne \| Quick-Step Floors \| 8 h 25 min 34 s \| \| 2e \| Matej Mohorič \| Slovénie \| Bahrain-Merida \| + 4 s \| \| 3e \| Tom Dumoulin \| Pays-Bas \| Team Sunweb \| + 4 s \| \| 4e \| Nils Politt \| Allemagne \| Katusha-Alpecin \| + 10 s \| \| 5e \| Reinardt Janse van Rensburg \| Afrique du Sud \| Dimension Data \| + 18 s \| \| 6e \| Pieter Vanspeybrouck \| Belgique \| Wanty-Groupe Gobert \| + 18 s \| \| 7e \| Damiano Caruso \| Italie \| BMC Racing Team \| + 19 s \| \| 8e \| Frederik Backaert \| Belgique \| Wanty-Groupe Gobert \| + 20 s \| \| 9e \| Romain Bardet \| France \| AG2R La Mondiale \| + 21 s \| \| 10e \| Nick van der Lijke \| Pays-Bas \| Roompot-Nederlandse Loterij \| + 22 s \| |                             |                |                             |                 |
| |                             |                |                             |                 |
| Source : ProCyclingStats |                             |                |                             |                 |
| Classement général |                             |                |                             |                 |
| Coureur | Coureur                     | Pays           | Équipe                      | Temps           |
| 1er | Maximilian Schachmann       | Allemagne      | Quick-Step Floors           | 8 h 25 min 34 s |
| 2e | Matej Mohorič               | Slovénie       | Bahrain-Merida              | + 4 s           |
| 3e | Tom Dumoulin                | Pays-Bas       | Team Sunweb                 | + 4 s           |
| 4e | Nils Politt                 | Allemagne      | Katusha-Alpecin             | + 10 s          |
| 5e | Reinardt Janse van Rensburg | Afrique du Sud | Dimension Data              | + 18 s          |
| 6e | Pieter Vanspeybrouck        | Belgique       | Wanty-Groupe Gobert         | + 18 s          |
| 7e | Damiano Caruso              | Italie         | BMC Racing Team             | + 19 s          |
| 8e | Frederik Backaert           | Belgique       | Wanty-Groupe Gobert         | + 20 s          |
| 9e | Romain Bardet               | France         | AG2R La Mondiale            | + 21 s          |
| 10e | Nick van der Lijke          | Pays-Bas       | Roompot-Nederlandse Loterij | + 22 s          |

### 3eétape
| \| Classement de l'étape \| Classement de l'étape \| Classement de l'étape \| Classement de l'étape \| Classement de l'étape \| \| Coureur \| Coureur \| Pays \| Équipe \| Temps \| \| --------------------- \| --------------------------- \| --------------------- \| --------------------------- \| --------------------- \| \| 1er \| Matej Mohorič \| Slovénie \| Bahrain-Merida \| 4 h 12 min 28 s \| \| 2e \| Nils Politt \| Allemagne \| Katusha-Alpecin \| + 0 s \| \| 3e \| Pieter Vanspeybrouck \| Belgique \| Wanty-Groupe Gobert \| + 0 s \| \| 4e \| Jasha Sütterlin \| Allemagne \| Movistar Team \| + 0 s \| \| 5e \| Nick van der Lijke \| Pays-Bas \| Roompot-Nederlandse Loterij \| + 0 s \| \| 6e \| Vasil Kiryienka \| Biélorussie \| Team Sky \| + 0 s \| \| 7e \| Maximilian Schachmann \| Allemagne \| Quick-Step Floors \| + 0 s \| \| 8e \| Guillaume Martin \| France \| Wanty-Groupe Gobert \| + 0 s \| \| 9e \| Reinardt Janse van Rensburg \| Afrique du Sud \| Dimension Data \| + 0 s \| \| 10e \| Jürgen Roelandts \| Belgique \| BMC Racing Team \| + 0 s \| |                             |                |                             |                 |
| |                             |                |                             |                 |
| Source : ProCyclingStats |                             |                |                             |                 |
| Classement de l'étape |                             |                |                             |                 |
| Coureur | Coureur                     | Pays           | Équipe                      | Temps           |
| 1er | Matej Mohorič               | Slovénie       | Bahrain-Merida              | 4 h 12 min 28 s |
| 2e | Nils Politt                 | Allemagne      | Katusha-Alpecin             | + 0 s           |
| 3e | Pieter Vanspeybrouck        | Belgique       | Wanty-Groupe Gobert         | + 0 s           |
| 4e | Jasha Sütterlin             | Allemagne      | Movistar Team               | + 0 s           |
| 5e | Nick van der Lijke          | Pays-Bas       | Roompot-Nederlandse Loterij | + 0 s           |
| 6e | Vasil Kiryienka             | Biélorussie    | Team Sky                    | + 0 s           |
| 7e | Maximilian Schachmann       | Allemagne      | Quick-Step Floors           | + 0 s           |
| 8e | Guillaume Martin            | France         | Wanty-Groupe Gobert         | + 0 s           |
| 9e | Reinardt Janse van Rensburg | Afrique du Sud | Dimension Data              | + 0 s           |
| 10e | Jürgen Roelandts            | Belgique       | BMC Racing Team             | + 0 s           |

| \| Classement général \| Classement général \| Classement général \| Classement général \| Classement général \| \| Coureur \| Coureur \| Pays \| Équipe \| Temps \| \| ------------------ \| --------------------------- \| ------------------ \| --------------------------- \| ------------------ \| \| 1er \| Matej Mohorič \| Slovénie \| Bahrain-Merida \| 12 h 37 min 56 s \| \| 2e \| Maximilian Schachmann \| Allemagne \| Quick-Step Floors \| + 6 s \| \| 3e \| Nils Politt \| Allemagne \| Katusha-Alpecin \| + 10 s \| \| 4e \| Tom Dumoulin \| Pays-Bas \| Team Sunweb \| + 10 s \| \| 5e \| Pieter Vanspeybrouck \| Belgique \| Wanty-Groupe Gobert \| + 20 s \| \| 6e \| Reinardt Janse van Rensburg \| Afrique du Sud \| Dimension Data \| + 24 s \| \| 7e \| Damiano Caruso \| Italie \| BMC Racing Team \| + 25 s \| \| 8e \| Warren Barguil \| France \| Fortuneo-Samsic \| + 25 s \| \| 9e \| Frederik Backaert \| Belgique \| Wanty-Groupe Gobert \| + 26 s \| \| 10e \| Pieter Weening \| Pays-Bas \| Roompot-Nederlandse Loterij \| + 26 s \| |                             |                |                             |                  |
| |                             |                |                             |                  |
| Source : ProCyclingStats |                             |                |                             |                  |
| Classement général |                             |                |                             |                  |
| Coureur | Coureur                     | Pays           | Équipe                      | Temps            |
| 1er | Matej Mohorič               | Slovénie       | Bahrain-Merida              | 12 h 37 min 56 s |
| 2e | Maximilian Schachmann       | Allemagne      | Quick-Step Floors           | + 6 s            |
| 3e | Nils Politt                 | Allemagne      | Katusha-Alpecin             | + 10 s           |
| 4e | Tom Dumoulin                | Pays-Bas       | Team Sunweb                 | + 10 s           |
| 5e | Pieter Vanspeybrouck        | Belgique       | Wanty-Groupe Gobert         | + 20 s           |
| 6e | Reinardt Janse van Rensburg | Afrique du Sud | Dimension Data              | + 24 s           |
| 7e | Damiano Caruso              | Italie         | BMC Racing Team             | + 25 s           |
| 8e | Warren Barguil              | France         | Fortuneo-Samsic             | + 25 s           |
| 9e | Frederik Backaert           | Belgique       | Wanty-Groupe Gobert         | + 26 s           |
| 10e | Pieter Weening              | Pays-Bas       | Roompot-Nederlandse Loterij | + 26 s           |

### 4eétape
| \| Classement de l'étape \| Classement de l'étape \| Classement de l'étape \| Classement de l'étape \| Classement de l'étape \| \| Coureur \| Coureur \| Pays \| Équipe \| Temps \| \| --------------------- \| --------------------------- \| --------------------- \| --------------------------- \| --------------------- \| \| 1er \| Nils Politt \| Allemagne \| Katusha-Alpecin \| 4 h 49 min 20 s \| \| 2e \| Matej Mohorič \| Slovénie \| Bahrain-Merida \| + 0 s \| \| 3e \| Damiano Caruso \| Italie \| BMC Racing Team \| + 0 s \| \| 4e \| Nick van der Lijke \| Pays-Bas \| Roompot-Nederlandse Loterij \| + 0 s \| \| 5e \| Reinardt Janse van Rensburg \| Afrique du Sud \| Dimension Data \| + 0 s \| \| 6e \| Romain Bardet \| France \| AG2R La Mondiale \| + 0 s \| \| 7e \| Alexis Vuillermoz \| France \| AG2R La Mondiale \| + 0 s \| \| 8e \| Warren Barguil \| France \| Fortuneo-Samsic \| + 0 s \| \| 9e \| Patrick Konrad \| Autriche \| Bora-Hansgrohe \| + 0 s \| \| 10e \| Maximilian Schachmann \| Allemagne \| Quick-Step Floors \| + 0 s \| |                             |                |                             |                 |
| |                             |                |                             |                 |
| Source : ProCyclingStats |                             |                |                             |                 |
| Classement de l'étape |                             |                |                             |                 |
| Coureur | Coureur                     | Pays           | Équipe                      | Temps           |
| 1er | Nils Politt                 | Allemagne      | Katusha-Alpecin             | 4 h 49 min 20 s |
| 2e | Matej Mohorič               | Slovénie       | Bahrain-Merida              | + 0 s           |
| 3e | Damiano Caruso              | Italie         | BMC Racing Team             | + 0 s           |
| 4e | Nick van der Lijke          | Pays-Bas       | Roompot-Nederlandse Loterij | + 0 s           |
| 5e | Reinardt Janse van Rensburg | Afrique du Sud | Dimension Data              | + 0 s           |
| 6e | Romain Bardet               | France         | AG2R La Mondiale            | + 0 s           |
| 7e | Alexis Vuillermoz           | France         | AG2R La Mondiale            | + 0 s           |
| 8e | Warren Barguil              | France         | Fortuneo-Samsic             | + 0 s           |
| 9e | Patrick Konrad              | Autriche       | Bora-Hansgrohe              | + 0 s           |
| 10e | Maximilian Schachmann       | Allemagne      | Quick-Step Floors           | + 0 s           |

### Abandons
- Artem Nych, durant la 1re étape
- Tom Stamsnijder, durant la 2e étape
- Amaël Moinard, durant la 2e étape
- Marcel Kittel, non partant de la 2e étape

## Classements finals

### Classement général final
| \| Classement général \| Classement général \| Classement général \| Classement général \| Classement général \| \| Coureur \| Coureur \| Pays \| Équipe \| Temps \| \| ------------------ \| --------------------------- \| ------------------ \| --------------------------- \| ------------------ \| \| 1er \| Matej Mohorič \| Slovénie \| Bahrain-Merida \| 17 h 27 min 10 s \| \| 2e \| Nils Politt \| Allemagne \| Katusha-Alpecin \| + 6 s \| \| 3e \| Maximilian Schachmann \| Allemagne \| Quick-Step Floors \| + 12 s \| \| 4e \| Tom Dumoulin \| Pays-Bas \| Team Sunweb \| + 16 s \| \| 5e \| Damiano Caruso \| Italie \| BMC Racing Team \| + 26 s \| \| 6e \| Warren Barguil \| France \| Fortuneo-Samsic \| + 28 s \| \| 7e \| Reinardt Janse van Rensburg \| Afrique du Sud \| Dimension Data \| + 30 s \| \| 8e \| Romain Bardet \| France \| AG2R La Mondiale \| + 31 s \| \| 9e \| Guillaume Martin \| France \| Wanty-Groupe Gobert \| + 33 s \| \| 10e \| Nick van der Lijke \| Pays-Bas \| Roompot-Nederlandse Loterij \| + 34 s \| |                             |                |                             |                  |
| |                             |                |                             |                  |
| Source : ProCyclingStats |                             |                |                             |                  |
| Classement général |                             |                |                             |                  |
| Coureur | Coureur                     | Pays           | Équipe                      | Temps            |
| 1er | Matej Mohorič               | Slovénie       | Bahrain-Merida              | 17 h 27 min 10 s |
| 2e | Nils Politt                 | Allemagne      | Katusha-Alpecin             | + 6 s            |
| 3e | Maximilian Schachmann       | Allemagne      | Quick-Step Floors           | + 12 s           |
| 4e | Tom Dumoulin                | Pays-Bas       | Team Sunweb                 | + 16 s           |
| 5e | Damiano Caruso              | Italie         | BMC Racing Team             | + 26 s           |
| 6e | Warren Barguil              | France         | Fortuneo-Samsic             | + 28 s           |
| 7e | Reinardt Janse van Rensburg | Afrique du Sud | Dimension Data              | + 30 s           |
| 8e | Romain Bardet               | France         | AG2R La Mondiale            | + 31 s           |
| 9e | Guillaume Martin            | France         | Wanty-Groupe Gobert         | + 33 s           |
| 10e | Nick van der Lijke          | Pays-Bas       | Roompot-Nederlandse Loterij | + 34 s           |

### Classements annexes
| Classement par points | Classement par points       | Classement par points | Classement par points       | Classement par points |
| Coureur               | Coureur                     | Pays                  | Équipe                      | Points                |
| --------------------- | --------------------------- | --------------------- | --------------------------- | --------------------- |
| 1er                   | Matej Mohorič               | Slovénie              | Bahrain-Merida              | 41 pts                |
| 2e                    | Nils Politt                 | Allemagne             | Katusha-Alpecin             | 34 pts                |
| 3e                    | Reinardt Janse van Rensburg | Afrique du Sud        | Dimension Data              | 21 pts                |
| 4e                    | Maximilian Schachmann       | Allemagne             | Quick-Step Floors           | 20 pts                |
| 5e                    | Álvaro Hodeg                | Colombie              | Quick-Step Floors           | 15 pts                |
| 6e                    | Pieter Vanspeybrouck        | Belgique              | Wanty-Groupe Gobert         | 14 pts                |
| 7e                    | Nick van der Lijke          | Pays-Bas              | Roompot-Nederlandse Loterij | 13 pts                |
| 8e                    | Rick Zabel                  | Allemagne             | Katusha-Alpecin             | 12 pts                |
| 9e                    | Damiano Caruso              | Italie                | BMC Racing Team             | 12 pts                |
| 10e                   | Pascal Ackermann            | Allemagne             | Bora-Hansgrohe              | 12 pts                |

| Classement par points | Classement par points       | Classement par points | Classement par points       | Classement par points |
| Coureur               | Coureur                     | Pays                  | Équipe                      | Points                |
| --------------------- | --------------------------- | --------------------- | --------------------------- | --------------------- |
| 1er                   | Matej Mohorič               | Slovénie              | Bahrain-Merida              | 41 pts                |
| 2e                    | Nils Politt                 | Allemagne             | Katusha-Alpecin             | 34 pts                |
| 3e                    | Reinardt Janse van Rensburg | Afrique du Sud        | Dimension Data              | 21 pts                |
| 4e                    | Maximilian Schachmann       | Allemagne             | Quick-Step Floors           | 20 pts                |
| 5e                    | Álvaro Hodeg                | Colombie              | Quick-Step Floors           | 15 pts                |
| 6e                    | Pieter Vanspeybrouck        | Belgique              | Wanty-Groupe Gobert         | 14 pts                |
| 7e                    | Nick van der Lijke          | Pays-Bas              | Roompot-Nederlandse Loterij | 13 pts                |
| 8e                    | Rick Zabel                  | Allemagne             | Katusha-Alpecin             | 12 pts                |
| 9e                    | Damiano Caruso              | Italie                | BMC Racing Team             | 12 pts                |
| 10e                   | Pascal Ackermann            | Allemagne             | Bora-Hansgrohe              | 12 pts                |

| Classement de la montagne | Classement de la montagne | Classement de la montagne | Classement de la montagne | Classement de la montagne |
| Coureur                   | Coureur                   | Pays                      | Équipe                    | Points                    |
| ------------------------- | ------------------------- | ------------------------- | ------------------------- | ------------------------- |
| 1er                       | Robin Carpenter           | États-Unis                | Rally Cycling             | 15 pts                    |
| 2e                        | Gaëtan Pons               | Luxembourg                | Leopard Pro Cycling       | 6 pts                     |
| 3e                        | Rémi Cavagna              | France                    | Quick-Step Floors         | 5 pts                     |
| 4e                        | Vasil Kiryienka           | Biélorussie               | Team Sky                  | 5 pts                     |
| 5e                        | Adam Hansen               | Australie                 | Lotto-Soudal              | 5 pts                     |
| 6e                        | Juri Hollmann             | Allemagne                 | Heizomat rad-net.de       | 4 pts                     |
| 7e                        | Matej Mohorič             | Slovénie                  | Bahrain-Merida            | 3 pts                     |
| 8e                        | Tom Dumoulin              | Pays-Bas                  | Team Sunweb               | 3 pts                     |
| 9e                        | Nathan Earle              | Australie                 | Israel Cycling Academy    | 3 pts                     |
| 10e                       | Kévin Van Melsen          | Belgique                  | Wanty-Groupe Gobert       | 3 pts                     |

| Classement de la montagne | Classement de la montagne | Classement de la montagne | Classement de la montagne | Classement de la montagne |
| Coureur                   | Coureur                   | Pays                      | Équipe                    | Points                    |
| ------------------------- | ------------------------- | ------------------------- | ------------------------- | ------------------------- |
| 1er                       | Robin Carpenter           | États-Unis                | Rally Cycling             | 15 pts                    |
| 2e                        | Gaëtan Pons               | Luxembourg                | Leopard Pro Cycling       | 6 pts                     |
| 3e                        | Rémi Cavagna              | France                    | Quick-Step Floors         | 5 pts                     |
| 4e                        | Vasil Kiryienka           | Biélorussie               | Team Sky                  | 5 pts                     |
| 5e                        | Adam Hansen               | Australie                 | Lotto-Soudal              | 5 pts                     |
| 6e                        | Juri Hollmann             | Allemagne                 | Heizomat rad-net.de       | 4 pts                     |
| 7e                        | Matej Mohorič             | Slovénie                  | Bahrain-Merida            | 3 pts                     |
| 8e                        | Tom Dumoulin              | Pays-Bas                  | Team Sunweb               | 3 pts                     |
| 9e                        | Nathan Earle              | Australie                 | Israel Cycling Academy    | 3 pts                     |
| 10e                       | Kévin Van Melsen          | Belgique                  | Wanty-Groupe Gobert       | 3 pts                     |

| Classement du meilleur jeune | Classement du meilleur jeune | Classement du meilleur jeune | Classement du meilleur jeune | Classement du meilleur jeune |
| Coureur                      | Coureur                      | Pays                         | Équipe                       | Temps                        |
| ---------------------------- | ---------------------------- | ---------------------------- | ---------------------------- | ---------------------------- |
| 1er                          | Matej Mohorič                | Slovénie                     | Bahrain-Merida               | 17 h 27 min 10 s             |
| 2e                           | Nils Politt                  | Allemagne                    | Katusha-Alpecin              | + 6 s                        |
| 3e                           | Maximilian Schachmann        | Allemagne                    | Quick-Step Floors            | + 12 s                       |
| 4e                           | Guillaume Martin             | France                       | Wanty-Groupe Gobert          | + 33 s                       |
| 5e                           | Sebastián Henao              | Colombie                     | Team Sky                     | + 34 s                       |
| 6e                           | Szymon Rekita                | Pologne                      | Leopard Pro Cycling          | + 1 min 21 s                 |
| 7e                           | Kilian Frankiny              | Suisse                       | BMC Racing Team              | + 1 min 21 s                 |
| 8e                           | Lennard Kämna                | Allemagne                    | Team Sunweb                  | + 1 min 21 s                 |
| 9e                           | Odd Christian Eiking         | Norvège                      | Wanty-Groupe Gobert          | + 3 min 04 s                 |
| 10e                          | Jérémy Maison                | France                       | Fortuneo-Samsic              | + 3 min 13 s                 |

| Classement du meilleur jeune | Classement du meilleur jeune | Classement du meilleur jeune | Classement du meilleur jeune | Classement du meilleur jeune |
| Coureur                      | Coureur                      | Pays                         | Équipe                       | Temps                        |
| ---------------------------- | ---------------------------- | ---------------------------- | ---------------------------- | ---------------------------- |
| 1er                          | Matej Mohorič                | Slovénie                     | Bahrain-Merida               | 17 h 27 min 10 s             |
| 2e                           | Nils Politt                  | Allemagne                    | Katusha-Alpecin              | + 6 s                        |
| 3e                           | Maximilian Schachmann        | Allemagne                    | Quick-Step Floors            | + 12 s                       |
| 4e                           | Guillaume Martin             | France                       | Wanty-Groupe Gobert          | + 33 s                       |
| 5e                           | Sebastián Henao              | Colombie                     | Team Sky                     | + 34 s                       |
| 6e                           | Szymon Rekita                | Pologne                      | Leopard Pro Cycling          | + 1 min 21 s                 |
| 7e                           | Kilian Frankiny              | Suisse                       | BMC Racing Team              | + 1 min 21 s                 |
| 8e                           | Lennard Kämna                | Allemagne                    | Team Sunweb                  | + 1 min 21 s                 |
| 9e                           | Odd Christian Eiking         | Norvège                      | Wanty-Groupe Gobert          | + 3 min 04 s                 |
| 10e                          | Jérémy Maison                | France                       | Fortuneo-Samsic              | + 3 min 13 s                 |

| Classement par équipes | Classement par équipes      | Classement par équipes | Classement par équipes |
| Équipe                 | Équipe                      | Pays                   | Temps                  |
| ---------------------- | --------------------------- | ---------------------- | ---------------------- |
| 1re                    | AG2R La Mondiale            | France                 | 52 h 23 min 12 s       |
| 2e                     | Wanty-Groupe Gobert         | Belgique               | + 1 min 16 s           |
| 3e                     | Movistar Team               | Espagne                | + 1 min 34 s           |
| 4e                     | BMC Racing Team             | États-Unis             | + 2 min 02 s           |
| 5e                     | Israel Cycling Academy      | Israël                 | + 3 min 40 s           |
| 6e                     | Sky                         | Royaume-Uni            | + 6 min 59 s           |
| 7e                     | Roompot-Nederlandse Loterij | Pays-Bas               | + 10 min 23 s          |
| 8e                     | Katusha-Alpecin             | Suisse                 | + 12 min 17 s          |
| 9e                     | Bora-Hansgrohe              | Allemagne              | + 15 min 06 s          |
| 10e                    | Dimension Data              | Afrique du Sud         | + 16 min 57 s          |

| Classement par équipes | Classement par équipes      | Classement par équipes | Classement par équipes |
| Équipe                 | Équipe                      | Pays                   | Temps                  |
| ---------------------- | --------------------------- | ---------------------- | ---------------------- |
| 1re                    | AG2R La Mondiale            | France                 | 52 h 23 min 12 s       |
| 2e                     | Wanty-Groupe Gobert         | Belgique               | + 1 min 16 s           |
| 3e                     | Movistar Team               | Espagne                | + 1 min 34 s           |
| 4e                     | BMC Racing Team             | États-Unis             | + 2 min 02 s           |
| 5e                     | Israel Cycling Academy      | Israël                 | + 3 min 40 s           |
| 6e                     | Sky                         | Royaume-Uni            | + 6 min 59 s           |
| 7e                     | Roompot-Nederlandse Loterij | Pays-Bas               | + 10 min 23 s          |
| 8e                     | Katusha-Alpecin             | Suisse                 | + 12 min 17 s          |
| 9e                     | Bora-Hansgrohe              | Allemagne              | + 15 min 06 s          |
| 10e                    | Dimension Data              | Afrique du Sud         | + 16 min 57 s          |

## Classements UCI
La course attribue le même nombre de points pour l'UCI Europe Tour 2018 et le Classement mondial UCI (pour tous les coureurs).
| Position           | 1er | 2e | 3e | 4e | 5e | 6e | 7e | 8e | 9e | 10e | 11e | 12e | 13e à 15e | 16e à 25e |
| Classement général | 125 | 85 | 70 | 60 | 50 | 40 | 35 | 30 | 25 | 20  | 15  | 10  | 5         | 3         |
| Par étape          | 14  | 5  | 3  |    |    |    |    |    |    |     |     |     |           |           |
| Leader, par étape  | 3   |    |    |    |    |    |    |    |    |     |     |     |           |           |

| Points attribués | Points attribués            | Points attribués            | Points attribués | Points attribués | Points attribués | Points attribués |
| Pos              | Coureur                     | Équipe                      | Général          | Étape            | Leader           | Total            |
| ---------------- | --------------------------- | --------------------------- | ---------------- | ---------------- | ---------------- | ---------------- |
| 1                | Matej Mohorič               | Bahrain-Merida              | 125              | 24               | 3                | 152              |
| 2                | Nils Politt                 | Katusha-Alpecin             | 85               | 19               | -                | 104              |
| 3                | Maximilian Schachmann       | Quick-Step Floors           | 70               | 14               | 3                | 87               |
| 4                | Tom Dumoulin                | Sunweb                      | 60               | 3                | -                | 63               |
| 5                | Damiano Caruso              | BMC Racing                  | 50               | 3                | -                | 53               |
| 6                | Warren Barguil              | Fortuneo-Samsic             | 40               | -                | -                | 40               |
| 7                | Reinardt Janse Van Rensburg | Dimension Data              | 35               | -                | -                | 35               |
| 8                | Romain Bardet               | AG2R La Mondiale            | 30               | -                | -                | 30               |
| 9                | Guillaume Martin            | Wanty-Groupe Gobert         | 25               | -                | -                | 25               |
| 10               | Nick van der Lijke          | Roompot-Nederlandse Loterij | 20               | -                | -                | 20               |

## Évolution des classements
| Étape              | Vainqueur             | Classement général    | Classement par points | Classement de la montagne | Classement du meilleur jeune | Classement par équipes |
| ------------------ | --------------------- | --------------------- | --------------------- | ------------------------- | ---------------------------- | ---------------------- |
| 1                  | Álvaro Hodeg          | Álvaro Hodeg          | Álvaro Hodeg          | Kévin Van Melsen          | Álvaro Hodeg                 | Katusha-Alpecin        |
| 2                  | Maximilian Schachmann | Maximilian Schachmann | Maximilian Schachmann | Gaëtan Pons               | Maximilian Schachmann        | Wanty-Groupe Gobert    |
| 3                  | Matej Mohorič         | Matej Mohorič         | Matej Mohorič         | Robin Carpenter           | Matej Mohorič                | Wanty-Groupe Gobert    |
| 4                  | Nils Politt           | Matej Mohorič         | Matej Mohorič         | Robin Carpenter           | Matej Mohorič                | AG2R La Mondiale       |
| Classements finals | Classements finals    | Matej Mohorič         | Matej Mohorič         | Robin Carpenter           | Matej Mohorič                | AG2R La Mondiale       |